# Psychotria acuminatissima
Psychotria acuminatissima là một loài thực vật có hoa trong họ Thiến thảo. Loài này được Elmer miêu tả khoa học đầu tiên năm 1908.